# Sling Blade
Sling Blade es una película estadounidense de 1996 dirigida y escrita por Billy Bob Thornton. Ambientado en la zona rural de Arkansas, el filme narra la historia de Karl Childers quien es liberado después de pasar 25 años en un hospital psiquiátrico por haber matado a su madre y su amante cuando tenía 12 años. La película fue protagonizada por Thornton, Dwight Yoakam, J.T. Walsh, John Ritter, Lucas Black, Natalie Canerday, James Hampton y Robert Duvall.
La película fue adaptada por Thornton a partir del cortometraje Some Folks Call it a Sling Blade, el cual él también escribió y protagonizó. Sling Blade lanzó a Thornton al estrellato. Ganó el Premio Óscar mejor guion adaptado. Thornton también estuvo nominado en la categoría de mejor actor. La música de la película fue compuesta por el artista francocanadiense Daniel Lanois.

## Argumento
Karl Childers (Billy Bob Thornton) es un hombre con retraso mental de Arkansas que ha estado en un hospital estatal psiquiátrico desde que tenía 12 años por haber matado a su madre y su amante. A pesar de que Karl está sumamente institucionalizado, sus guardianes deciden que está en condiciones para reintegrarse a la sociedad. Antes de su liberación, es entrevistado por una reportera estudiantil, a quien le narra cómo mató a su madre y su novio con una espada káiser (también conocida en inglés como "kaiser blade" o "sling blade"). Karl le dice que él mató al hombre porque pensó que estaba violando a su madre. Pero cuando se dio cuenta de que su madre estaba teniendo un amorío, la mató también.
Habiendo aprendido a reparar motores pequeños durante su infancia y su encarcelación, Karl encuentra un trabajo en un taller en el pequeño pueblo en el que nació. Karl establece una amistad con un niño, Frank Wheatley (Lucas Black). Karl le cuenta sobre su pasado, incluyendo los asesinatos. Frank le cuenta que su padre fue atropellado por un tren, aunque posteriormente admite que en realidad fue un suicidio.
Frank le presenta a Karl a su madre, Linda (Natalie Canerday), y a su amigo gay, Vaughan (John Ritter), el gerente de la tienda de dólar en la que ella trabaja. A pesar de Vaughan se muestra preocupado por el historial de Karl, Linda lo deja mudarse a su garaje, lo que causa el enojo de su novio abusivo, Doyle Hargraves (Dwight Yoakam). Con el tiempo, Karl también hace amistad con Linda y Vaughan.
Rápidamente, Karl se convierte en una figura paterna para Frank, quien extraña a su padre y odia a Doyle. Para Karl, Frank es como un hermano menor. Karl le cuenta a Frank que siendo un niño de seis años, sus padres lo obligaron a enterrar a su hermano recién nacido ya que había nacido prematuramente. Karl visita a su padre (Robert Duvall) y le recrimina haber matado a su propio hijo. Karl también le dice que solía considerar matarlo, pero que decidió que no valía la pena.
Doyle se vuelva más abusivo hacia Karl y Frank y en un ataque de furia estando borracho golpea a Linda y Frank. Aunque Linda lo echa de su casa, la pareja se reconcilia rápidamente. Aprovechándose de la situación, Doyle confronta a Karl y a Frank y les dice que planea mudarse a la casa de Linda y echar a Karl. Karl se da cuenta de que él es el único que puede mejorar la situación de la familia, por lo que le pide a Frank que pase la noche en la casa de Vaughan. Asimismo, le pide a Vaughan que después del trabajo se lleve a Linda a su casa.
Esa noche, Karl regresa a la casa de Linda. Aunque parece dudar de lo que va a hacer, Karl entra a la casa. Después de preguntarle a Doyle como contactar la policía por teléfono, Karl lo mata usando la cuchilla de un cortacésped. Karl llama a la policía, les da la dirección de Doyle y les dice que acaba de matar a un hombre. Después de colgar el teléfono, Karl se sienta tranquilamente a comer biscuits con mostaza mientras los espera.
De vuelta en el hospital, Karl parece haber logrado paz interna y rechaza la compañía de un abusador sexual (J.T. Walsh) que solía contarle detalles de sus crímenes.

## Reparto
- Billy Bob Thornton - Karl Childers
- Dwight Yoakam - Doyle Hargraves
- J.T. Walsh - Charles Bushman
- John Ritter - Vaughan Cunningham
- Lucas Black - Frank Wheatley
- Natalie Canerday - Linda Wheatley
- James Hampton - Jerry Woolridge
- Robert Duvall - Padre de Karl
- Jim Jarmusch - Empleado de Frostee Cream
- Vic Chesnutt - Terence

## Recepción
La película fue recibida positivamente por los críticos y la audiencia. La película recaudó US$24.444.121 en los Estados Unidos con un presupuesto de US$1.000.000. Rotten Tomatoes reportó que 96% de los críticos le dieron reseñas positivas al filme, basado en 49 críticas con un puntaje promedio de 8.3/10. Metacritic reportó un puntaje de 84 de 100 basado en 26 críticas.

## Premios y nominaciones
Premios Óscar (1996)
- Ganador: Mejor guion adaptado (Billy Bob Thornton)
- Nominado: Mejor actor (Billy Bob Thornton)

Premio Edgar
- Ganador: Mejor guion de una película

Premios Independent Spirit
- Ganador: Mejor ópera prima

Premios del Sindicato de Actores (1996)
- Nominado: Mejor actor protagonista (Billy Bob Thornton)
- Nominado: Mejor reparto

Premios WGA
- Ganador: Mejor guion adaptado (Billy Bob Thornton)